# احمد زاهد حمیدی
احمد زاهد حمیدی (انگلیسی: Ahmad Zahid Hamidi؛ زادهٔ ۴ ژانویهٔ ۱۹۵۳) یک سیاست‌مدار اهل مالزی است.